# Jøa
Jøa é uma ilha no município de Namsos, no condado de Trøndelag, na Noruega. A ilha de 55,3 quilômetros quadrados fica no lado sul do Foldafjord, entre o continente e as ilhas de Otterøya e Elvalandet. A ilha é parcialmente arborizada, com a parte sul sendo plana e pantanosa, e a parte norte sendo mais montanhosa. O Moldvikfjellet, de 297 metros de altura, é o ponto mais alto da ilha.
O escritor norueguês Olav Duun nasceu na vila de Dun, na parte central da ilha, onde a Igreja de Dun está localizada. Além disso, a Capela de Fosnes está localizada na costa nordeste da ilha, no local da antiga igreja e cemitério.